# Jammu Africa
Jammu Africa est une compilation du chanteur sénégalais Ismaël Lô, sortie en 1996.

## Historique
Elle reprend des titres de ses précédents albums, dont son succès de 1991, la chanson Tajabone.
La compilation contient en outre une chanson en duo avec Marianne Faithfull, Without Blame.
L'album est ressorti en 2007, avec deux chansons en français réalisées par Calogero.

## Liste des titres
Toutes les chansons sont écrites et composées par Ismaël Lô, sauf mention contraire.
| 1.  | Jammu Africa              |           |                                   | inédit                                                        | 5:01 |
| 2.  | L'amour a tous les droits | Calogero  | Patrice Guirao et Lionel Florence | de l'album Dabah (2001), ajouté en 2003                       | 5:09 |
| 3.  | Nafanta                   |           |                                   | de l'album Iso (1994)                                         | 4:13 |
| 4.  | Sofia                     |           |                                   | de l'album Xumbeul (1993)                                     | 5:19 |
| 5.  | Faut qu'on s'aime         | C. Morgan | J.J. Burah                        | réalisé par Calogero, de l'album Dabah (2001), ajouté en 2003 | 3:29 |
| 6.  | Tajabone                  |           |                                   | des albums Natt (1987) et Ismaël Lô (1991)                    | 4:01 |
| 7.  | Raciste                   |           |                                   | de l'album Ismaël Lô (1991)                                   | 4:05 |
| 8.  | Nabou                     |           |                                   | de l'album Iso (1994)                                         | 4:56 |
| 9.  | Without Blame             | Ismaël Lô | Étienne Roda-Gil - Roger Waters   | duo avec Marianne Faithfull                                   | 4:24 |
| 10. | Dibi dibi rek             |           |                                   | de l'album Iso (1994)                                         | 5:18 |
| 11. | Lotte Lo                  |           |                                   | de l'album Xalat                                              | 3:15 |
| 12. | Souleymane remix 96       |           |                                   | Remix de la chanson de l'album Ismaël Lô (1991)               | 4:53 |
| 13. | Samba et Leuk             |           |                                   | inédit                                                        | 3:47 |
| 14. | Takou deneu               |           |                                   | inédit                                                        | 5:05 |
| 15. | Khar                      |           |                                   | de l'album Iso (1994)                                         | 4:25 |

## Musiciens
- Voix, guitare et harmonica : Ismaël Lô
- Batterie et chœurs : Youssou Camara
- Basse : Christian Bocandé
- Guitare et chœurs : Ass Diouf
- Percussions et chœurs : El Hadj Faye
- Clavier et chœurs : Paul Oliveira, Figaro Diagne

## Accueil critique
Les Inrockuptibles soulignent qu'au « carrefour d'influences diverses grosso modo, des racines mandingues à Curtis Mayfield », la compilation « a tous les aspects d'un catalogue de contradictions », mais reconnaît qu'« on ne peut s'empêcher d'aimer la démarche d'Ismaël Lo, son discours humaniste et son chant, perché haut dans les lianes de la modulation, effaçant n'importe quel arrangement saugrenu ». 
Billboard affirme que « la haute qualité indéniable des chansons compilées est une ample preuve de l'originalité et de la maturité artistiques de cet auteur-compositeur-interprète sénégalais ». 
L'émission Worldbeat sur CNN déclare que « "Jammu Africa" le place dans la compagnie de collègues artistes du monde aussi connus que Angélique Kidjo, Youssou N'Dour et Baaba Maal ».
Pour La Dépêche du Midi, « En 1996 déjà, Ismaël Lô nous avait offert un florilège de ses succès, un « Jammu Africa » qui devrait figurer dans les meilleures places des discothèques des amateurs de musiques du monde ».

## Récompenses
- Kora Awards 1997 : Meilleur artiste masculin d'Afrique et meilleure vidéo d'Afrique pour le vidéo clip de Jammu Africa[6],[7]